# Halls församling
Halls församling var en församling i Visby stift. Församlingen uppgick 2002 i Hangvar-Halls församling.
Församlingskyrka var Halls kyrka.

## Administrativ historik
Församlingen har medeltida ursprung.
Församlingen var till 1962 annexförsamling i pastoratet Hangvar och Hall, för att från 1962 vara annexförsamling i pastoratet Lärbro, Hellvi, Hangvar och Hall. Församlingen uppgick 2002 i Hangvar-Halls församling.
Församlingskod var 098008.